# Dépistage des cancers en médecine générale
 Mise en garde médicale
Les dépistages ont une très grande importance dans la prévention de certains cancers. Ils permettent un diagnostic plus précoce de la tumeur et par conséquent, la mortalité, les douleurs, et les traitements parfois lourds, tels que les chimiothérapies, peuvent parfois ainsi être évités ou réduits. Le plus souvent, ce n'est pas la douleur qui permet de déceler un cancer : une tumeur n'est en elle-même pas douloureuse. C'est un groupement anarchique de cellules inorganisées. Comme elle ne peut être constituée de réseau nerveux, la tumeur n'a aucune sensibilité. Pour qu'un cancer fasse mal, il faut donc qu'il touche, irrite ou comprime une partie sensible du corps humain, c'est-à-dire une zone innervée.

## Fréquence des cancers
Selon l'INVS, en 2000, il y eut 280 000 nouveaux cas de cancer en France dont 58 % d'hommes. La même année, 150 000 décès liés aux cancers furent comptabilisés dont 62 % chez l'homme.
Prévalence décroissante des cancers tous genres confondus :
1. Sein ;
2. Prostate ;
3. Cancer colorectal.

Chez l'homme :
1. Prostate ;
2. Cancer du poumon ;
3. Cancer colorectal.

Le cancer responsable du plus de décès est le cancer du poumon.

## Prévalence des cancers dans une patientèle de médecine générale
Prévalence des cancers dans une patientèle de médecine générale
|                  | nombre total | moyenne par médecin |
| ---------------- | ------------ | ------------------- |
| patients annuels | 1 030        | 15,4                |
| actes annuels    | 2 903        | 43,3                |

## Test sanguins
Les tests sanguins font partie des biopsies liquides, qui se différencient des techniques plus anciennes de biopsies.

### Test ISET
En novembre 2014, une équipe de chercheurs du centre hospitalier universitaire de Nice (France) montre que le test ISET permet d'obtenir des résultats majeurs pour le dépistage des cancers du poumon,. C'est une technologie récente permettant d'isoler les cellules tumorales circulantes présentes dans le sang. Très simple pour le patient, sa mise en œuvre consiste en une simple prise de sang. Un avantage du test est d'arriver à une détection plus précoce qu'avec les autres méthodes déjà utilisées par ailleurs. En 2016, tous les types de cancer excepté les leucémies et les lymphomes peuvent être détectés par cette méthode, ces derniers types de cancer étant aussi suspectés par l'analyse résultant d'une prise de sang,. À l'été 2016, ce test est disponible en France mais il n'est recommandé pour le dépistage d'aucun cancer par la Haute Autorité de santé (HAS).
Le test ISET d'un coût commercial de 436 €, n'est pas en 2016 remboursé par la Sécurité sociale, mais celui-ci pourrait diminuer du fait de sa diffusion.

### Test CancerSEEK
En janvier 2018, un test, mis au point par l'université Johns Hopkins à Baltimore, basé  sur la détection de l'ADN circulant permettrait de détecter à un stade précoce, 70 % des huit types de cancers les plus communs,,.

## Cancer du sein
Le dépistage organisé du cancer du sein en médecine générale (DOCS) HAS a été généralisé en 2004. Une étude indique que, dans un cadre polémique, ce dépistage ne conduit pas à un allègement des traitements chirurgicaux du cancer du sein. Les auteurs appellent à vérifier si le dépistage organisé ne contribuerait pas à cette augmentation par le biais des surdiagnostics.

### Facteurs de risques individuels de cancer du sein
1. Antécédents de néoplasie lobulaire ou hyperplasie épithéliale atypique
2. Antécédents personnel de cancer du sein
3. Découverte d’un gène de prédisposition familiale
4. Antécédents familiaux :
  1. Trois cas de cancer du sein chez les apparentés premier et deuxième degré de la même branche
  2. Deux cas familiaux de cancer du sein dont l’un au moins est survenu avant 40 ans
  3. Cancer du sein bilatéral ou cancer du sein associé à un cancer de l'ovaire
  4. Deux cas chez les apparentés du premier degré dont au moins un cas est un cancer de l’ovaire
  5. Plusieurs cancers de l’ovaire
  6. Deux cas de cancer du sein chez des apparentés du premier degré dont au moins un cas est masculin

### Moyen de dépistage
1. L'examen clinique attentif par un médecin entraîné détecte les tumeurs de l'ordre du centimètre. Il est conseillé en association à la mammographie.
2. L'auto palpation n'a pas prouvé de bénéfice sur la mortalité par le cancer du sein, et les résultats suggèrent que l'autopalpation causerait plus de mal que de bien[17].
3. La mammographie : 
  1. En cas de facteur de risque,
  2. Entre 50 et 74 ans, tous les 2 ans,
  3. Chez les patientes porteuses du gêne BRCA 1 ou 2 de prédisposition, mammographie annuelle à partir de 30 ans (ou 5 ans avant l'âge du cancer du sein le plus précoce dans la famille).

## Cancer de la prostate
Le cancer de la prostate est le premier cancer diagnostiqué chez les hommes. Selon la Société française d'urologie, le dépistage devrait s'effectuer tous les ans, à partir de 50 ans. Ce cancer ne donne aucun symptôme, ni lors de sa phase d'évolution silencieuse, ni lorsqu'il est à la fois curable et détectable. Si l'on attend que les symptômes apparaissent, le traitement permettra seulement de ralentir l'évolution de la maladie. L'examen consiste à faire un toucher rectal et à mesurer le dosage sanguin du PSA. Mais ce dépistage est controversé, et n'est pas recommandé par la Haute autorité de santé et l'agence américaine de prévention recommande de ne pas utiliser le dosage du PSA comme test de dépistage du cancer de la prostate.

## Cancer colorectal (cancer du côlon et cancer du rectum)
Le cancer du côlon et le cancer du rectum sont des cancers colorectaux. 
Le dépistage organisé du cancer colorectal (DOCCR) recommandé par la HAS consiste à réaliser un test au gaïac de recherche de sang occulte dans les selles tous les 2 ans entre 50 et 74 ans (test remplacé depuis mai 2015 par l'Hémoccult II beaucoup plus sensible). Par rapport à la coloscopie ce test présente en outre une bien meilleure acceptabilité. Les kits de dépistages peuvent être remis par le médecin généraliste ou en pharmacie d'officine depuis 2022. Ces kits de dépistage peuvent également être commandés par internet.
Une « généralisation » de l'Hémoccult à au moins la moitié des plus de 50 ans permettrait de faire baisser la mortalité par CCR à dix ans de 15 à 18 % si le dépistage se fait bien tous les deux ans,,,. Ce test est notamment recommandés par l'Académie nationale de médecine, et la Haute Autorité de santé.
En France, au début du XXIe siècle, après un test Hémoccult positif, 88,7 % de 929 sujets âgés de 50 à 75 ans venus dans un centre d'examens de santé (CES) de l'Assurance maladie ont accepté des examens complémentaires (coloscopie acceptée par 84,1 % de ces personnes), mais avec un délai entre le moment du dépistage et la date des examens complémentaires encore trop long (11,6 semaines en moyenne). Ces examens ont permis de détecter des polypes adénomateux ou des cancers dans 30,7 % des cas (avec une proportion de cancers sigmoïdiens de 36 %).

## Cancer du col de l'utérus
Le dépistage du cancer du col utérin (DOCCU) consiste à faire un frottis de dépistage. C'est un examen médical simple, destiné à prélever des cellules provenant du col de l'utérus. C'est un examen de dépistage du cancer de l'utérus et non de diagnostic (le diagnostic est posé grâce à la biopsie).
La HAS recommande aux femmes de le faire tous les trois ans. On commence à l'âge de 25 ans par deux frottis à un an d’intervalle. Si les résultats de ces deux frottis sont satisfaisants, un nouveau dépistage tous les trois ans est recommandé jusqu’à l’âge de 65 ans.

## Cancer du poumon
Parmi les personnes atteintes du cancer du poumon, 85 % des cas sont dus au tabagisme. D'autres personnes peuvent néanmoins développer un cancer du poumon sans n'avoir jamais consommé de tabac. 
Une toux persistante et tenace — bien qu'elle n'indique pas nécessairement un cancer du poumon — est un symptôme suffisant pour consulter un médecin. D'autres signes peuvent apparaître chez une personne atteinte d'un cancer du poumon : des crachats de sang, une perte de poids, un essoufflement persistant, une douleur à la poitrine. Dans ce cas, le médecin pourra cherchera à éliminer un cancer pulmonaire, mais il ne s'agit pas d'une situation de dépistage.  
En 2014, une méthode de détection du cancer du poumon par l'haleine, à l'aide d'un « nez électronique » a été mise au point. Ce premier résultat a permis de lancer le projet européen Sniffphone. Le cancer du poumon peut être détecté sur les radiographies ou scanner thoraciques. Le diagnostic est confirmé par une biopsie. Ceci se fait généralement par bronchoscopie ou par biopsie guidée par scanner. La HAS ne recommande pas le dépistage systématique des cancers bronchopulmonaires.

## Mélanome
Le mélanome est un cancer de la peau ou des muqueuses. Les acteurs du diagnostic précoce du mélanome cutané sont multiples : le patient, le médecin traitant ou tout autre spécialiste, l’infirmier, le kinésithérapeute. Le recours au dermatologue sur conseil de ces professionnels de santé permet d’intervenir avant la phase d’extension métastatique. Il utilisera notamment un dermatoscope pour le contrôle, et la biopsie permet de confirmer le diagnostic. 

## Cancer du testicule
Le cancer du testicule frappe surtout les hommes avant 40 ans. Près de 90 % des victimes ont ressenti une sensation douloureuse ou inconfortable et ont constaté une grosseur ou une inflammation d'un testicule. Rarement les deux testicules sont touchés simultanément. 
Il n'existe en France aucune recommandation de dépistage du cancer du testicule, et l'agence américaine de prévention recommande de ne pas dépister ce cancer.

## Cancer du pancréas
Un dépistage a été mis au point par Jack Andraka qui repose sur la détection de la mésothéline dans le sang et l'urine, une protéine utilisée communément comme un biomarqueur pour le cancer pancréatique. La méthode développée consiste en un papier-filtre qui est plongé dans une solution de nanotubes de carbone : ces cylindres creux, dont les parois ont l'épaisseur d'un seul atome, sont enduits d'un anticorps spécifique qui se lie avec le virus ou la protéine recherchée. Quand les anticorps à la surface des nanotubes sont en contact avec la protéine-cible, les protéines se lient aux tubes et les élargissent très faiblement. Ce changement d'espacement entre les tubes peut être détecté grâce à un compteur électrique. Ce test est fiable à 90 %.
Il n'existe en France aucune recommandation de dépistage du cancer du pancréas, et l'agence américaine de prévention recommande de ne pas dépister ce cancer.